# Super Bomberman R
Super Bomberman R es un videojuego de acción desarrollado por Konami y HexaDrive para la consola Nintendo Switch. El juego se lanzó en todo el mundo el 3 de marzo de 2017 como parte de la serie de videojuegos Bomberman. Es también la primera entrega principal en casi una década, así como el primer juego en ser desarrollado tras la disolución del estudio de desarrollo Hudson Soft en 2012.
El videojuego fue lanzado en las plataformas PlayStation 4, Xbox One y Microsoft Windows el 14 de junio de 2018.
Un spin-off gratuito y solo en línea titulado Super Bomberman R Online se lanzó en Stadia el 1 de septiembre de 2020 y en PlayStation 4, Xbox One, Nintendo Switch y Microsoft Windows el 27 de mayo de 2021. El juego cerró el 1 de diciembre de 2022.
En junio de 2022, se anunció una secuela titulada Super Bomberman R 2 para Steam, Nintendo Switch, PlayStation 4, PlayStation 5, Xbox One y Xbox Series X/S, y se lanzará en 2023 como parte del aniversario número 40 de la franquicia Bomberman.

## Jugabilidad
Super Bomberman R es un videojuego de acción en el que los jugadores se mueven a través de un entorno bidimensional y deben lanzar bombas para derrotar sus adversarios. El modo historia del juego abarca 50 etapas y puede ser jugado en solitario o en modo cooperativo con otro jugador. El juego también presenta un modo competitivo de 8 jugadores y 29 personajes a escoger, la mayoría de otras franquicias de Konami.

## Argumento
El juego comienza con todos los hermanos Bomberman en el planeta Bomber. El malvado Profesor Buggler comunica por todos los televisores que todo el universo será dominado por él.
Tras ello, manda a sus cinco esbirros, los Cinco Viles Bombers a realizar su cometido. Los hermanos Bomberman intentarán detener a Buggler y salvar el universo.
Cada mundo consta de siete niveles, siendo el octavo un jefe, que acaba siendo un Vil Bomber. Este deberá ser vencido como un Bomberman cualquiera. Cada uno tendrá habilidades distintas y, tras ser vencido en forma Bomber, usará un robot como última forma.
Tras vencer a todos los Cinco Viles Bombers, Buggler transformará el Sol en un Agujero Negro, siendo este último el nivel final, que constará de un único nivel, siendo el jefe final. Consta de dos fases. La primera es un robot gigante, conocido como “Gran Gattaida”, con todas las habilidades de los Cinco Viles Bombers. La segunda es Buggler convertido en un robot de las mismas dimensiones que el Gran Gattaida, llamado “Ultimate Buggler”. Tras ser vencido, este último se descompondrá en añicos y todo el universo volverá a su normalidad, no sin antes salvar del poder mental de Buggler a los Cinco Viles Bombers. 

### Personajes
| Nombre                 | Actor de voz                   |
| ---------------------- | ------------------------------ |
| White Bomber           | Peter von Gomm Keisuke Koumoto |
| Black Bomber           | Shunsuke Takeuchi              |
| Pink Bomber            | Mikako Komatsu                 |
| Blue Bomber            | Genki Okawa                    |
| Red Bomber             | Yuuma Uchida                   |
| Yellow Bomber          | Yuki Yonai                     |
| Aqua Bomber            | Minami Takahashi               |
| Green Bomber           | Ayumu Murase                   |
| Princess Tomato Bomber | Diana Garnet                   |

## Lanzamiento
Super Bomberman R fue desarrollado por Konami y HexaDrive. El juego fue anunciado el 12 de enero de 2017 y fue lanzado el 3 de marzo de 2017, como título de lanzamiento para la consola de Nintendo Nintendo Switch.

## Recepción

### Prelanzamiento
NintendoLife tuvo impresiones positivas diciendo que Super Bomberman R no va a romper moldes con sus explosiones familiares y caóticas, pero no lo necesita; a veces, un juego con colorido de la vieja escuela es algo más fresco en esta era de títulos cada vez más oscuros y más complejos".

### Postlanzamiento
Super Bomberman R recibió críticas mixtas por parte la prensa de videojuegos según el sitio web Metacritic.

### Ventas
En marzo de 2018, a un año de su lanzamiento en Nintendo Switch, Konami anunció que  el videojuego había logrado vender cerca de un millón de copias.